# یواس‌سی‌جی‌سی اسپنسر (دبلیوپی‌جی-۳۶)
یواس‌سی‌جی‌سی اسپنسر (دبلیوپی‌جی-۳۶) (به انگلیسی: USCGC Spencer (WPG-36)) یک کشتی بود که طول آن ۳۲۷ فوت (۹۹٫۶۷ متر) بود. این کشتی در سال ۱۹۳۷ ساخته شد.